# Duportella kuehneri
Duportella kuehneri är en svampart som först beskrevs av Boidin & Lanq., och fick sitt nu gällande namn av Hjortstam 1987. Duportella kuehneri ingår i släktet Duportella och familjen Peniophoraceae.   Inga underarter finns listade i Catalogue of Life.